# عرض آدم كارولا (مدونة صوتية)
برنامج آدم كارولا (بالإنجليزية: The Adam Carolla Show)‏ (المعروف سابقًا باسم The Adam Carolla Podcast ) مدونة صوتية وبرنامج بث صوتي "بودكاست" كوميدي يستضيفه المذيع والممثل الكوميدي والإذاعي آدم كارولا. بدأت الحلقة الأولى على الإنترنت في 23 فبراير 2009. العرض هو البرنامج الرئيسي لشركة Carolla Digital.
في مايو 2011 أصبح العرض صاحب موسوعة غينيس للأرقام القياسية لأكثر البث الصوتي "البودكاست" تنزيلًا بعد تلقي 59،574،843 تنزيلًا فريدًا من مارس 2009 إلى 16 مارس 2011 ، متجاوزًا على ما يبدو الرقم القياسي السابق الذي سجله عرض The Ricky Gervais Show .  ومع ذلك فإن عرض Gervais ، الذي يحتوي على عدد أقل بكثير من الحلقات، قد تلقى أكثر من 300 مليون عملية تنزيل فريدة بحلول مارس 2011 (حوالي 5 أضعاف الرقم القياسي المزعوم لكورولا)،  وهي حقيقة لم تعترف بها موسوعة جينيس، حيث يتعين على معظم المطالبين بالأرقام القياسية الدفع مقابل الحصول على السجلات المعترف بها.  وبغض النظر، استمر برنامج Stuff You should Know منذ ذلك الحين لتلقي أكثر من مليار عملية تنزيل فريدة، بما في ذلك 30 مليون عملية تنزيل شهريًا؛  وقال جو روغان أن البودكاست الخاص به، The Joe Rogan Experience ، لديه 190 مليون عملية تنزيل فريدة شهريًا. ومع ذلك وجدت شركة National Election Pool أن برنامج آدم كارولا كان هو البودكاست التاسع والأربعون الأكثر استماعاً في العالم في عام 2020. 

## روابط خارجية
- الموقع الرسمي